# غيلسون رودريغوس
غيلسون رودريغوس هو لاعب كرة قدم برازيلي في مركز الهجوم، ولد في 3 يناير 1982 في Juscimeira ‏ في البرازيل. لعب مع أريس ليماسول ونادي بيستويسي ونادي بيلينزونا ونادي ثون ونادي شافهاوزن ونادي كياسو ونادي لوكارنو.